# Halsey Street (linea BMT Jamaica)
Halsey Street è una fermata della metropolitana di New York situata sulla linea BMT Jamaica. Nel 2019 è stata utilizzata da 2 120 521 passeggeri. È servita dalla linea J, attiva 24 ore su 24.

## Storia
La stazione fu aperta il 19 agosto 1885.

## Strutture e impianti
La stazione è posta su un viadotto al di sopra di Broadway, ha tre binari e due banchine laterali. Il mezzanino, posizionato sotto il piano binari, ospita le scale per accedere alle banchine, i tornelli e le due scale per il piano stradale che portano all'incrocio con Halsey Street.

## Interscambi
La stazione è servita da alcune autolinee gestite da NYCT Bus.
- Fermata autobus